# Flávio Gikovate
Flávio Gikovate (São Paulo, 11 de enero de 1943 - Ib., 13 de octubre de 2016) fue un médico psiquiatra, psicoterapeuta y escritor brasileño.

## Trayectoria
Formado en la Universidad de São Paulo en 1966, desde 1967 trabajó como psicoterapeuta, dedicándose principalmente a técnicas breves de psicoterapia. En 1970 fue asistente clínico en el Institute of Psychiatry de la Universidad de Londres.
Escribió 25 libros sobre problemas relacionados con la vida social, afectiva y sexual y sus reflejos en la sociedad, algunos de los cuales también fueron publicados en español. 
Colaboró regularmente con varios periódicos de gran circulación. Mantuvo una columna semanal sobre comportamiento en Folha de São Paulo entre 1980 y 1984 y, entre 1987 y 1999 una página en la revista mensual Claudia. Mantuvo un programa de radio semanal (No Divã do Gikovate) en la Central Brasileira de Notícias, además de participar frecuentemente como invitado en programas de televisión. Entre 1991 y 1993 coordinó programas en la Rede Bandeirantes y la primera etapa del talk show Canal Livre.
También fue conferencista en eventos dirigidos al público en general o a cuadros gerenciales y profesionales de psicología o de diferentes especialidades médicas.

## Algunos libros publicados
- Gikovate, Flávio (2008). Uma História do Amor… com Final Feliz. Grupo Editorial Summus. ISBN 85-7255-056-9.
- Deixar de Ser Gordo. MG Editores. 2005. ISBN 85-7255-043-7.
- A Libertação Sexual. MG Editores. 2001. ISBN 85-7255-029-1.
- Liberdade Possível. MG Editores. 2000. ISBN 85-7255-026-7.
- A Arte de Educar. MG Editores. 1998. ISBN 85-7255-024-0.
- Ensaios Sobre o Amor e a Solidão. MG Editores. 1998. ISBN 85-7255-024-0.
- Os Sentidos da vida - uma pausa para pensar. MG Editores. 1998. ISBN 85-16-01947-0.
- Uma Nova Visão do Amor. MG Editores. 1996. ISBN 85-7255-010-0.
- Cigarro: um Adeus Possível. MG Editores. 1990.
- Homem: o sexo frágil?. MG Editores. 1989.
- Vício dos Vícios. MG Editores. 1987.
- A Drogas: Opção de Perdedor. MG Editores. 1981.